# Phường 1, thành phố Tây Ninh
Phường 1 là một phường thuộc thành phố Tây Ninh, tỉnh Tây Ninh, Việt Nam.

## Địa lý
Phường 1 nằm ở phía nam thành phố Tây Ninh, có vị trí địa lý:
- Phía đông giáp Phường 2, Phường 3, phường Hiệp Ninh
- Phía tây giáp xã Bình Minh và huyện Châu Thành
- Phía nam giáp huyện Châu Thành
- Phía bắc giáp phường Ninh Sơn và xã Bình Minh.

Phường 1 có diện tích 8,50 km², dân số năm 2022 là 21.840 người, mật độ dân số đạt 2.569 người/km².

## Hành chính
Phường 1 được chia thành 5 khu phố: 1, 2, 3, 4, 5.

## Lịch sử
Năm 1861, địa bàn Phường 1 ngày nay là Đông Tác thuộc làng Thái Hiệp Thạnh.
Trước năm 1975, vùng 1 và vùng 2 thuộc thị xã Tây Ninh.
Năm 1975, thành lập Phường 1 trên cơ sở vùng 1 và vùng 2 với diện tích là 7,9 km².
Ngày 29 tháng 12 năm 2013, Chính phủ ban hành Nghị quyết số 135/NQ-CP về việc thành lập thành phố Tây Ninh thuộc tỉnh Tây Ninh. Phường 2 trực thuộc thành phố Tây Ninh.